# Annalen von Ü-Tsang

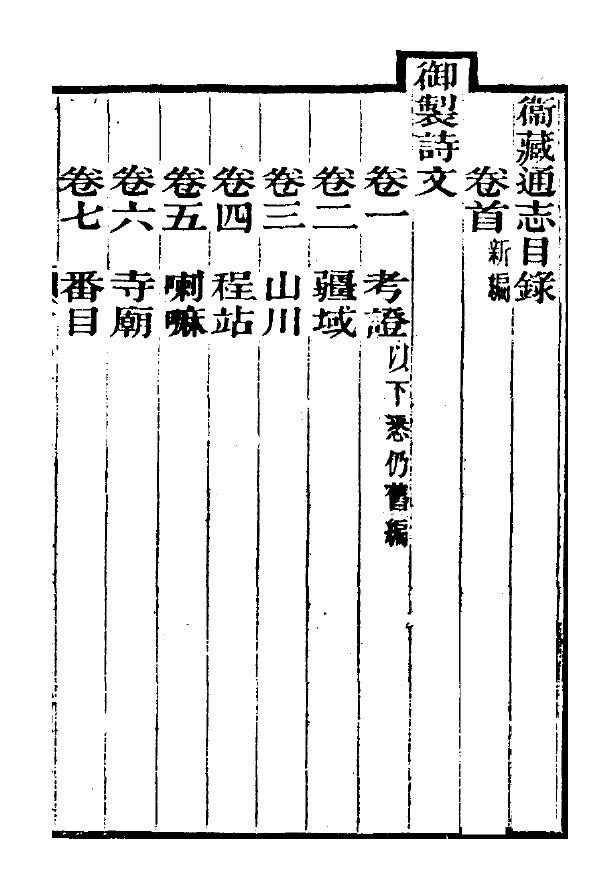
Anfang des Inhaltsverzeichnisses

Die Annalen von Ü-Tsang (chinesisch 衛藏通誌 / 卫藏通志, Pinyin Wèizàng tōngzhì / Wèi-Zàng tōngzhì) sind ein im 2. Jahr der Jiaqing-Ära (1797) der Qing-Dynastie fertiggestelltes, chinesisches Werk zur Geschichte Tibets (Ü-Tsang). Es umfasst sechzehn Kapitel (juan) und ein Einleitungskapitel (shou), und behandelt viele Themengebiete, wie Geographie, Verkehr, Grenzverteidigung, Bevölkerung, Religion u. a. Als sein Verfasser gilt im Allgemeinen Song Yun 松筠 (1754–1835), ein gebürtiger Mongole aus dem Blauen Banner. Das Werk wurde im 21. Jahr der Guangxu-Ära (1895) zum ersten Mal gedruckt.
Durch seine umfassenden Informationen zur tibetischen Geschichte, Kultur, Geographie sowie Politik, Militär, Wirtschaft und Finanzen der Qing-Regierung in Tibet ist es ein wichtiges Quellenwerk der Kangxi-, Yongzheng- und Qianlong-Zeit für die Tibetologie.
Das Werk enthält auch Inschriftentexte, wie die der Stelen Tang Bo huimeng bei (Tang-Dynastie-Tubo-Dynastie-Bündnistreffen-Gedenktafel, vor dem Kloster Jokhang), Kangxi yuzhi Pingding Xizang bei (Stele zur Befriedung Tibets von Kaiser Kangxi, vor dem Haupttor des Potala-Palastes), Qianlong yuzhi Shiquan ji bei (Stele zur Aufzeichnung der zehn Perfektionen (Shiquan ji) von Kaiser Qianlong, vor dem Potala-Palast), und andere Inschriften.

## Ausgaben
- Jianxi cunshe 漸西村舍 (1896[6])
- Lhasa: Xizang yanjiu bianjibu 1982